# Yves Koechlin
Pour les articles homonymes, voir Koechlin et Famille Koechlin.
Yves Koechlin (prononcé ke'klɛ̃) est un physicien français, ingénieur au Commissariat à l'énergie atomique et aux énergies alternatives (CEA), et lieutenant au long cours, né le 10 septembre 1922 à Méry-sur-Oise et mort à Paimpol le 10 août 2011.

## Biographie
Yves Pierre Samuel André Koechlin naît le 10 septembre 1922 à Méry-sur-Oise. Il est le cinquième enfant de Charles Koechlin, compositeur de musique, et de son épouse Suzanne Pierrard,.
Après la guerre, en juin 1948, à la suite d'un stage à Pâques, l'association du Groupe universitaire de montagne et de ski (GUMS) est créée par un groupe formé notamment par des étudiants militants ayant appartenu à la Résistance, dont notamment Yves Koechlin, Jacques Labeyrie le premier Président et René Picard qui en faisaient partie à l'époque,. 
En 1949, il épouse Noémie Langevin, avec laquelle il a deux enfants, Laurent et Marianne.
Yves Koechlin meurt le 10 août 2011 à Paimpol,,.

### Carrière professionnelle
Il est docteur en sciences physiques après avoir soutenu sa thèse Détermination de la forme des impulsions lumineuses très brèves, application aux phénomènes de scintillation, à l'université d'Orsay en 1961. 
Il est ensuite ingénieur au Service des constructions électriques, section d’électronique-physique du Centre d’études nucléaires de Saclay, devenu plus tard partie du Commissariat à l'énergie atomique et aux énergies alternatives (CEA). Dans son laboratoire, on étudie les détecteurs et en particulier les chambres à étincelles.
Il est par ailleurs officier de marine, lieutenant au long cours,.

### Collaboration musicale
Clarinettiste amateur, Yves Koechlin compose avec son père quelques pièces dont Fugue, Intermezzo (pour trois instruments), Monodie, Pastorale (pour clarinette seule) et un Septuor.
Après la mort de son père, il conserve quelques documents et une partie de sa bibliothèque littéraire (les archives du compositeur avaient été remises à la Médiathèque musicale Mahler à Kassel),.
Il présente également les Sonatines n°1 et n°2 Op.194 pour hautbois d'amour, composées en 1942 par son père et parues en disque : dans le livret de l'édition, il décrit cette œuvre pour dixtuor (hautbois d'amour, flûte, clarinette, clavecin, deux violons, deux altos, deux violoncelles).

## Publications

### Ouvrages
- Détermination de la forme des impulsions lumineuses très brèves. Application aux phénomènes de scintillation[19], 79 pages, thèse en sciences physiques, d'après les travaux de Hartmut Kallmann (en) et Milton Furst, Université d'Orsay, 1961 (publiée en 1963, Impr. Louis-Jean, 78 p.) [lire en ligne][PDF]
  - traduction en anglais : (en) Determination of the Form of Very Short Luminous Pulses. Application to Scintillation Phenomena, 1962, 78 pages

### Articles
- « Sur l'origine des impulsions de grande amplitude dans le bruit de fond d'un photomultiplicateur », 3 pages, rapport du CEA numéro 273, extrait des Comptes rendus des séances de l'Académie des sciences, tome 338, séance du 8 février 1954, Saclay, Seine-et-Oise, Centre d'études nucléaires, Gauthier-Villars, 1954.
- « Compteur proportionnel à coque de Be pour la détection de neutrons rapides »[20], Journal de physique et le radium, vol. 16 (8-9), 1955, p. 707-708 [lire en ligne]
- « Caractéristiques du montage optique d'un scintillateur »[21],[22], dans Journal de physique et le radium, vol. 16 (11), 1955, p. 849-853 [lire en ligne]
- avec Bernard Mougin, « Fabrication des scintillateurs α insensibles à la lumière ambiante », dans Journal de physique et le radium, vol. 17, 1956, p. 135-136 [lire en ligne]
- avec Bernard Agrinier, Bruno Parlier, Philippe Catz, « Variation avec la densité d'ionisation de la brillance des étincelles le long d'une trace de particule dans une chambre à étincelles », dans Journal de physique et le radium, vol. 24, 1963, p. 312 [lire en ligne]
- (en) « Liquid Scintillator Decay Time Measurements in the Sub-Nanosecond range », dans Transactions of the New York Academy of Sciences, 27 décembre 1964, p. 227–235 [lire en ligne]
- La fluorescence et les progrès de la physique nucléaire, dans Journal de chimie physique, vol. 60 (1963), p. 602-604 [lire en ligne]

### Composition
- Septuor d'instruments à vent, flûte, hautbois, cor anglais, clarinette en la, saxophone alto en mi bémol, cor chromatique en fa, basson, partition de Charles Koechlin, composée en collaboration avec Yves Koechlin, 24 pages, Paris, L.B.M. Dyer, 1948[23].